# Liste der Bodendenkmale in Ditfurt
In der Liste der Bodendenkmale in Ditfurt sind alle Bodendenkmale der Gemeinde Ditfurt und ihrer Ortsteile aufgelistet. Grundlage ist die Veröffentlichung der Landesdenkmalliste mit Stand vom 25. Februar 2016.  Die Baudenkmale sind in der Liste der Kulturdenkmale in Ditfurt aufgeführt.
| Denkmal-ID | Fundart             | Ortsteil | Bezeichnung               | Zeitstellung | Lage                           | Bemerkungen | Bild |
| ---------- | ------------------- | -------- | ------------------------- | ------------ | ------------------------------ | --- | ---- |
| 428311055  | Grabmal > Grabhügel | Ditfurt  | Grabhügel „Heiliges Zeug“ | undatiert    | 2,8 km westlich vom Ort (Lage) | Am Rande einer kleineren Waldfläche im LSG „Heidberge“. In den Grabhügeln und auch außerhalb in den Waldflächen eindeutige Hinweise auf ehemalige militärische Nutzung. |      |